# Райватталанлампи
Ра́йватталанла́мпи (фин. Raivattalanlampi) — озеро в Лахденпохском районе Республики Карелия.

## Общие сведения
Расположено у западной окраины посёлка Хийтола.
Площадь озера — 0,5 км². Форма озера продолговатая, вытянутая с юго-востока на северо-запад. Острова на озере отсутствуют. Берега преимущественно скалистые. Из озера вытекает ручей Ланкооя (фин. Lanko-oja), соединяющийся с ручьём Паханламменоя (Pahanlammenoja), который впадает в озеро Хитоланъярви.
Код водного объекта в государственном водном реестре — 01040300211102000012806.